# Monofosfato cíclico de guanosina
Monofosfato cíclico de guanosina (GMPc) é um nucleotídeo cíclico derivado da guanosina trifosfato (GTP). A GMPc atua como um segundo mensageiro assim como o AMP cíclico, mais notavelmente por ativar as proteínas cinases intracelulares em resposta à ligação de hormônios peptídeos à membrana celular.